# Walenty Szpunar

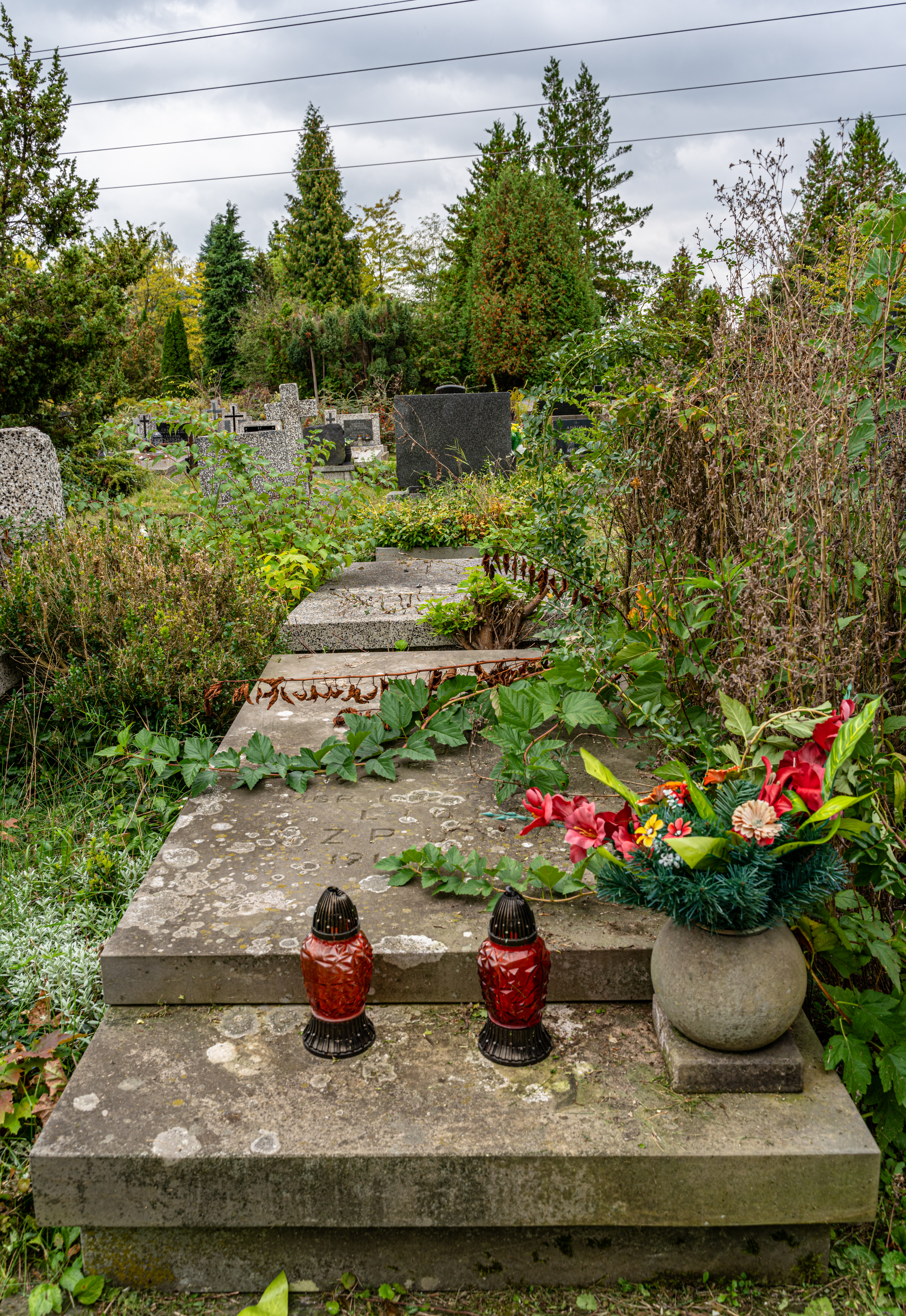
Grób Walentego Szpunara na cmentarzu Komunalnym Północnym w Warszawie

Walenty Szpunar (ur. 9 listopada 1904 w Wysokiej zm. 10 lutego 1989 w Warszawie) – polski geodeta i astronom.

## Życiorys
Urodził się w rolniczej rodzinie Stanisława i Marianny z Olechów. Po ukończeniu szkoły powszechnej uczęszczał do Cesarsko-Królewskiego Gimnazjum Realnego w Łańcucie przemianowanego w roku 1921/1922 na Państwowe Gimnazjum im. Henryka Sienkiewicza, w którym 23 maja 1923 złożył egzamin dojrzałości. Następnie studiował na Wydziale Matematyczno-Przyrodniczym Uniwersytetu im. Jana Kazimierza we Lwowie. Podczas studiów udzielał korepetycji, był aktywnym członkiem Koła Matematyczno-Fizycznego, a w latach 1927–1929 prezesem. Od września 1927 był asystentem-demonstratorem w Zakładzie Anatomii Uniwersytetu Jana Kazimierza, w kwietniu 1928 przeniósł się na Politechnikę Lwowską, gdzie pracował jako młodszy asystent w Katedrze Astronomii i Geodezji Wyższej oraz w Obserwatorium Astronomiczno-Metalurgicznym ze stacją sejsmiczną. Działał w Polskim Towarzystwie Przyjaciół Astronomii, od 1929 pełnił funkcję skarbnika. 12 grudnia 1932 złożył egzamin z zakresu fizyki i matematyki dla kandydatów na nauczycieli. W 1933 został starszym asystentem, równocześnie od 1935 studiował na Wydziale Budownictwa Lądowego i Wodnego na Oddziale Mierniczym.
Po wkroczeniu Armii Czerwonej i rozpoczęciu okupacji radzieckiej pozostał na uczelni, w 1941 złożył egzamin dyplomowy i uzyskał tytuł inżyniera geodety. Na uczelni pozostał do 1944, a następnie powrócił do rodzinnej wsi. W roku szkolnym 1944/1945 w łańcuckim gimnazjum nauczał fizyki.
W marcu 1945 został mianowany dyrektorem Gimnazjum Mechanicznego i pełnił tę funkcję do końca października tego samego roku, równocześnie od sierpnia do listopada był starszym asystentem w Akademii Górniczo-Hutniczej w Krakowie. W listopadzie 1945 przeprowadził się do Warszawy i podjął pracę na stanowisku starszego asystenta w Katedrze Astronomii Praktycznej Politechniki Warszawskiej, następnie awansował na stanowisko adiunkta, adiunkta awansowanego i od 1 kwietnia 1951 wykładowcy. Równocześnie w latach 1945–1951 pracował w Geodezyjnym Instytucie Naukowo-Badawczym (późniejszy Instytut Geodezji i Kartografii). W październiku 1953 został adiunktem awansowanym w Katedrze Geodezji Politechniki Warszawskiej, a następnie wykładowcą. W marcu 1954 otrzymał mianowanie na zastępcę profesora i kierownika Zakładu Grawimetrii i Teorii Figury Ziemi. W styczniu 1956 przedstawił i obronił pracę habilitacyjną, a następnie został docentem na Politechnice Warszawskiej. Równolegle w latach 1959–1971 był kierownikiem Katedry Geodezji Wyższej i Astronomii Geodezyjnej oraz kierownikiem Pracowni Satelitarnej w Wojskowej Akademii Technicznej. W maju 1966 otrzymał nominację na profesora nadzwyczajnego. W październiku 1970 przeszedł do Instytutu Geodezji Wyższej i Astronomii Geodezyjnej Politechniki Warszawskiej, był on czynnym zawodowo profesorem na Politechnice Warszawskiej do końca życia. Wieloletni członek Polskiego Towarzystwa Geologicznego.
Zmarł w Warszawie, pochowany na cmentarzu Komunalnym Północnym (kwatera W-IX-10-IV-3).

## Publikacje
- Podstawy geodezji wyższej
- Geodezja wyższa i astronomia geodezyjna

## Ordery i odznaczenia
- Krzyż Kawalerski Orderu Odrodzenia Polski (1973)
- Brązowy Medal „Siły Zbrojne w Służbie Ojczyzny” (1970)
- Medal 10-lecia Polski Ludowej (19 stycznia 1955)[4]
- Brązowy Medal „Za zasługi dla obronności kraju” (1968)
- Brązowy Medal za Długoletnią Służbę (1938)